# Charny-le-Bachot
Charny-le-Bachot è un comune francese di 202 abitanti situato nel dipartimento dell'Aube nella regione del Grand Est.

## Società

### Evoluzione demografica
Abitanti censiti